# Tony Chater
Anthony P J "Tony" Chater (1930 – 2 de agosto de 2016) foi um editor de jornal e ativista de comunista britânico.[carece de fontes?]

## Primeiros anos
Nascido em Northampton, Chater estudou na Northampton Town and County Grammar School e entrou para o Partido Comunista da Grã-Bretanha (CPGB) enquanto ainda estava no ensino médio. Depois, estudou na Queen Mary, Universidade de Londres, onde se formou com distinção em Química (BSc, 1951) e concluiu o doutorado (PhD) em 1954. Após dois anos como pesquisador de pós-doutorado na Dominion Experimental Farm (link em inglês), no Canadá, e um ano na Universidade Livre de Bruxelas estudando bioquímica, ele voltou ao Reino Unido para dar aulas. Ensinou primeiro na Northampton Technical High School, depois na Blyth Grammar School, em Norwich, e a partir de 1960 no Luton College of Technology, onde permaneceu até 1969. Chater foi candidato do CPGB na eleição suplementar de Luton em 1963 (link em inglês), mas ficou em último lugar, recebendo apenas 593 votos. Mesmo assim, voltou a concorrer em Luton nos anos de 1964, 1966 e 1970, novamente sem sucesso.